# Baie du Noroît
La baie du Noroît est une baie de l'océan Indien à l'ouest de la Grande Terre des îles Kerguelen dans les Terres australes et antarctiques françaises (TAAF).

## Géographie

### Situation
La baie est formée par les côtes des différents contreforts occidentaux du glacier Cook et par les rivages septentrionaux de l'île de l'Ouest au sud. S'étendant du cap du Bon Espoir au nord au cap Rosnevet au sud, elle est subdivisée en trois différents bras (du nord au sud) :
- la crique du Sac à Plomb
- l'anse de Quiberon
- la baie du Tonnerre, dans laquelle vélait historiquement le glacier Pierre Curie
- l'anse des Glaçons, dans laquelle vèle le glacier Pasteur, qui est le dernier glacier vélant encore dans la mer aux Kerguelen.

Au sud, se trouve le détroit de la Marianne qui est le bras-de-mer entre la presqu'île des Lacs de la Grande Terre et l'île de l'Ouest, permettant la communication entre la baie du Noroît et la baie Bretonne.

### Toponymie
Historiquement, l'ensemble de la baie est dénommée « Baie de Quiberon » par Yves Joseph de Kerguelen de Trémarec en 1774 (et reporté sous ce nom sur la carte dite des États-Majors la même année) avant que ce toponyme ne soit restreint bien plus tard à la seule anse de Quiberon. Elle a par la suite porté le nom de Big Elephant Bay – nom donné au XIXe siècle par les marins anglo-américains – sur la carte de John Nunn de 1850, puis de « Baie Française » sur la carte de Raymond Rallier du Baty de 1922.
La baie doit son nom actuel – donné par la commission de toponymie des Kerguelen en 1966 – au vent homonyme, le noroît en raison du vent dominant du nord-ouest auquel elle est soumise.